# Selico
Selico je opera (singspiel) o dvou dějstvích českého skladatele Vojtěcha Jírovce na libreto skladatele Johanna Nepomuka Hummela podle novely Sélico ze sbírky Nouvelles nouvelles francouzského spisovatele a dramatika Jeana-Pierra Clarise de Floriana. Premiéru opery uvedlo 15. října 1804 vídeňské Divadlo u Korutanské brány (Theater am Kärntnertor).

## Vznik, charakteristika a historie
Skladatel Vojtěch Jírovec se v první části své kariéry, která ho zavedla na různá evropská místa, hudebnímu divadlu prakticky nevěnoval, i když absolvoval školení ve vokální hudbě u Giovanniho Paisiella v Neapoli. Jedinou jeho operou z této doby měla být Semiramis na již mnohokrát zhudebněné libreto Pietra Metastasia, chystaná pro londýnské divadlo Pantheon – avšak dříve, než mohla být uvedena, Pantheon roku 1792 vyhořel a přitom byla zničena i (možná nedokončená) partitura opery. Zachovala se a byla vydána z ní jen předehra. Roku 1804, po návratu do Vídně, však byl čtyřicetiletý Jírovec jmenován kapelníkem císařského Národního divadla. To mělo dvě scény: divadlo v Hofburgu (Burgtheater) hrálo především činohry a opery, balety a výpravné hry dávalo divadlo u Korutanské brány. Mezi Jírovcovy povinnosti patřilo mimo jiné napsal každý rok alespoň jednu operu. První z nich, která měla Jírovce představit vídeňskému divadelnímu publiku, byl Selico.

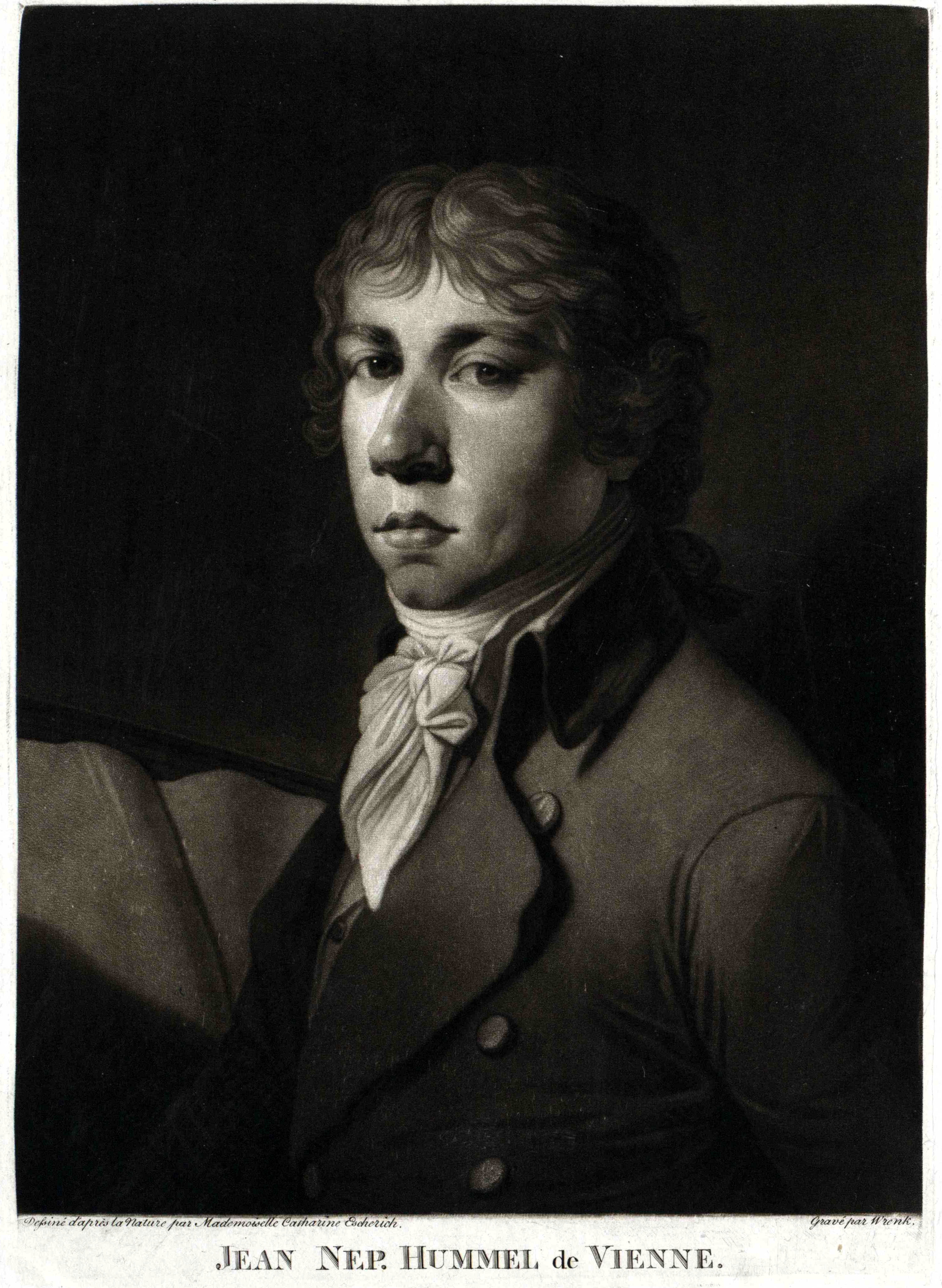
Liretista Selica, skladatel Johann Nepomuk Hummel.

Libreto k Jírovcově první opeře pro Vídeň napsal významný klasicistní skladatel, prešpurský rodák Johann Nepomuk Hummel. Ten právě v roce 1804 opustil Vídeň a na Haydnovo doporučení nastoupil jako koncertní mistr u Esterházyů. Zda měl původně v úmyslu na toto libreto komponovat sám, není známo. Látku k němu poskytla jedna z exotických novel francouzského spisovatele Jeana-Pierra Clarise de Floriana; i když Florian vydal jejich první sbírku roku 1784, byla to druhá sbírka z roku 1792, nazvaná Nové novely, která založila jeho literární slávu. V německy mluvícím prostředí se rozšířila v překladu Karla Müchlera z roku 1796. 
Námětově je první Jírovcova opera – stejně jako původní povídka – na svou dobu pozoruhodná tím, že představuje scénu z historie subsaharské Afriky. Popisuje totiž válku dahomejského krále Agaji (v opeře vystupujícího pod jiným doloženým jménem „Truro Audati“, vládl v letech 1718–1740) proti království Ouidah (v opeře pod starším francouzským názvem „Juida“), zejména pak dobytí ouidažského hlavního města Savi (v opeře „Sabi“) v roce 1727. V opeře se odkazuje například na hlavní svatyni dobytého království, „Hadí chrám“, i když ten se nenachází v Savi, ale ve městě Ouidah. V původním příběhu navíc nevystupují přímo žádní Evropané; Hummelovo libreto k Florianovým postavám dodává „Willsona, anglického obchodníka“, ale i on je podle textu patrně domorodcem odvlečeným do otroctví piráty, který se vrací po pobytu v Anglii jako svobodný muž. Jinak jsou Evropané zmiňováni jen v nepříznivém světle jako odběratelé otroků. Formou se jedná o singspiel, tj. operu s podstatným podílem mluvených dialogů a scén.
O mnoho let později si Jírovec v svých pamětech stěžoval: „Při prvních zkouškách na tuto operu musel Jírovec mnoho vytrpět, protože velká část zpěváků byla nakloněna kapelníkovi Weiglovi, který nerad sledoval, jak se s ním mladší skladatel pouští do soutěže a odvažuje se trochu uplatnit, což vedlo k tomu, že někteří zpěváci si dovolovali jisté volnosti a nepřístojnosti, které Jírovec nechtěl povolit ani snášet, což způsobilo mnoho sporů a nepříjemností, které muselo uklidnit až zprostředkování [ředitele císařských divadle] barona [Petera von] Brauna.“

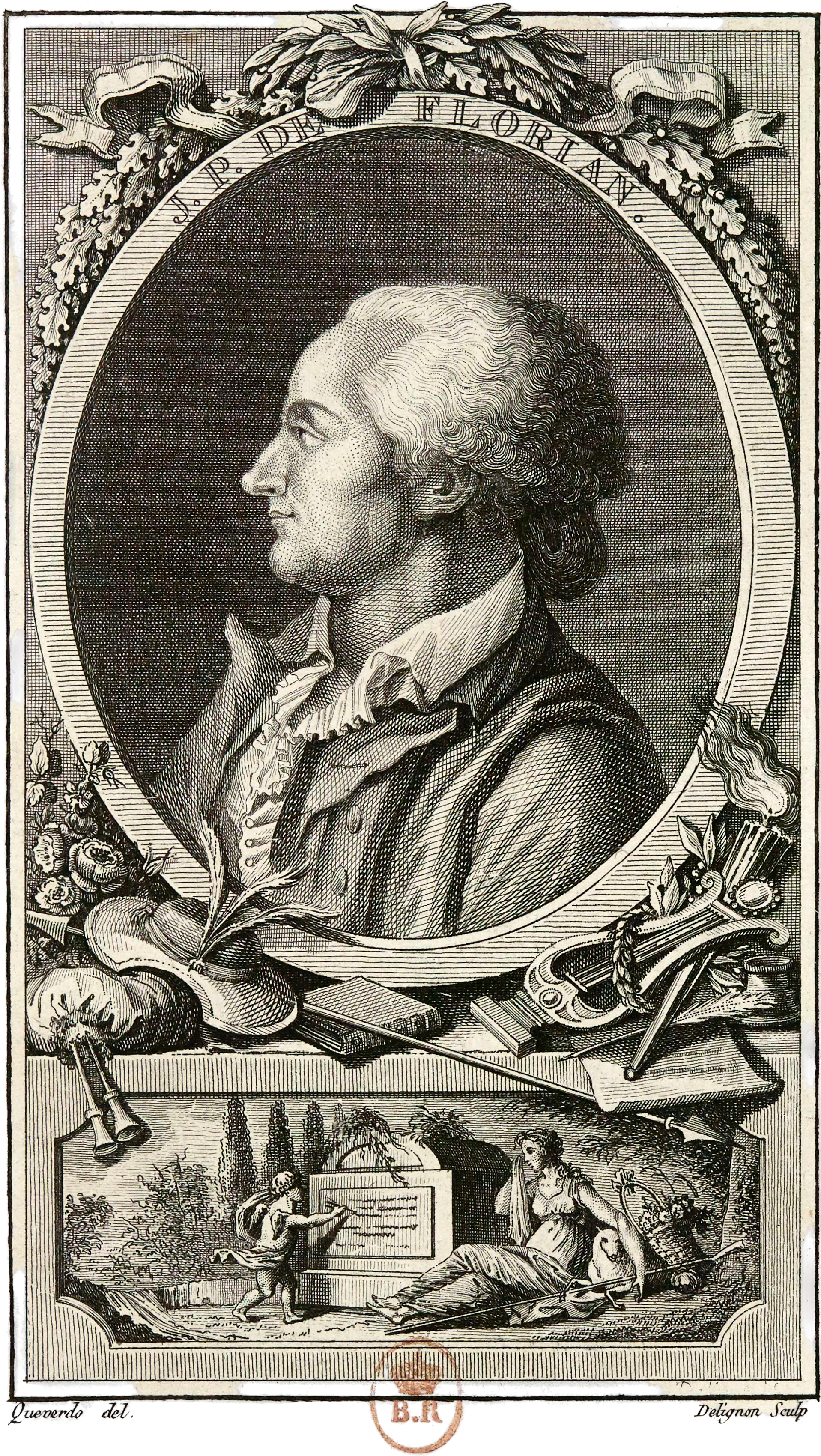
Autor námětu, francouzský spisovatel Jean-Pierre Claris de Florian.

Podle Jírovcových pamětí byla tato opera přijata s potleskem a skladatel byl vyvoláván; sám oceňoval z interpretů zejména Therese Saalovou v roli Berissy. Ohlas v tisku však podává jiný pohled. List Allgemeine musikalische Zeitung viděl chybu již v libretu: „Pokud by měla tato florianovská novela mít nějaký dramatický účinek, muselo by být vynaloženo velké umění, aby se především v první části charakterizací a živými dialogy nahradilo to, co se ději nedostává. Tak tomu zde ale vůbec nebylo. Panu Hummelovi zcela chybí nadání pro charakterizaci i zručnost v přeměně vyprávění na dramatický děj, ba dokonce znalost veršotvorby a jazyka. Všechno se vleče hromadou mnohohlasých hudebních kusů bez jakéhokoli účinku a některé komicky zamýšlené scény se dost hrubě nepovedly.“ Hudba byla podle recenzenta předmětem protikladných soudů; „po skončení kusu byl skladatel částí obecenstva vyvoláván, zatímco jiná část projevovala svou nespokojenost“. Chválil „pilnou, promyšlenou práci, místy zdařilou hudební charakterizaci a bohatou instrumentaci“, přičemž vyzdvihoval zejména předehru, ale poukazoval na nedostatky v zacházení s lidskými hlasy: v převaze mnohohlasých čísel brilance jednotlivých hlasů zanikala, a navíc byly občas překrývány orchestrem, a také sbory měly být výraznější. Nakonec recenzent konstatoval: „Vcelku se opera nelíbila. Při třetím představení bylo divadlo prázdné.“ O tři roky později týž časopis vzpomínal, že se Selico „ve Vídni rozhodně nelíbil“ a že jen oni na jeho hudbě nalézali nějaké klady, zatímco zbytek tisku Jírovce zcela odpisoval. Jiné listy vesměs odbyly Selica krátce. „Hudba byla povětšinou lehká a plynulá, avšak člověk se vždy nacházel mezi starými známými; také vokální efekt nebyl vždy náležitě vypočítán,“ psal například Zeitung für die elegante Welt. Pode historika vídeňského divadla Richarda Wallaschka měl Jírovec se svou první operou „eklatantní neúspěch“.
Selico se nakonec dával jen pětkrát, poslední představení se konalo 2. listopadu 1804. Jírovec alespoň vydal tiskem předehru, pochody a soubor „nejoblíbenějších árií“ z této opery. Kompozičně se však v divadle prosadil až svou následující operou Agnes Sorel.
Operu na týž námět pod názvem Selico a Berisse (Selico und Berisse, Berlín 1800) napsal též německý skladatel Heinrich Carl Ebell (1775–1824).

## Osoby a první obsazení
| osoba                                               | hlasový obor | premiéra (15. října 1804)          |
| --------------------------------------------------- | ------------ | ---------------------------------- |
| Truro Audati, dahomejský král                       | baryton      | Johann Michael Vogl                |
| Komba, jeho milostnice                              | soprán       | Grünberg                           |
| Levine, její služebná                               | soprán       | Gerlitz                            |
| Zulimo, vojenský velitel                            | …            | Thilo                              |
| Stephan, králův oblíbenec                           | tenor        | Christian August Joachim Leißring  |
| Farulho, juidský velekněz                           | bas          | Carl Friedrich Clemens Weinmüller  |
| Berissa, jeho dcera                                 | soprán       | Therese Saal                       |
| Darina, vdova                                       | alt          | Therese Maria (Gassmann-)Rosenbaum |
| Selico, její syn                                    | tenor        | Anton Neumann                      |
| Telone, její syn                                    | tenor        | Anton Rösner                       |
| Gouberi, její dcera                                 | soprán       | Hackel                             |
| Willson, anglický obchodník                         | mluvená role | Friedrich Karl Sannens             |
| Sestero, vrchní strážce chrámu                      | …            | Havermel                           |
| Veřejný vyvolavač                                   | mluvená role | Kisling                            |
| Průvod dahomejského krále, kněží, ženy, vojáci, lid |              |                                    |
| Dirigent: Vojtěch Jírovec                           |              |                                    |

## Děj opery
Odehrává se v Sabi, hlavním městě království Juida, a jeho okolí.

### 1. dějství

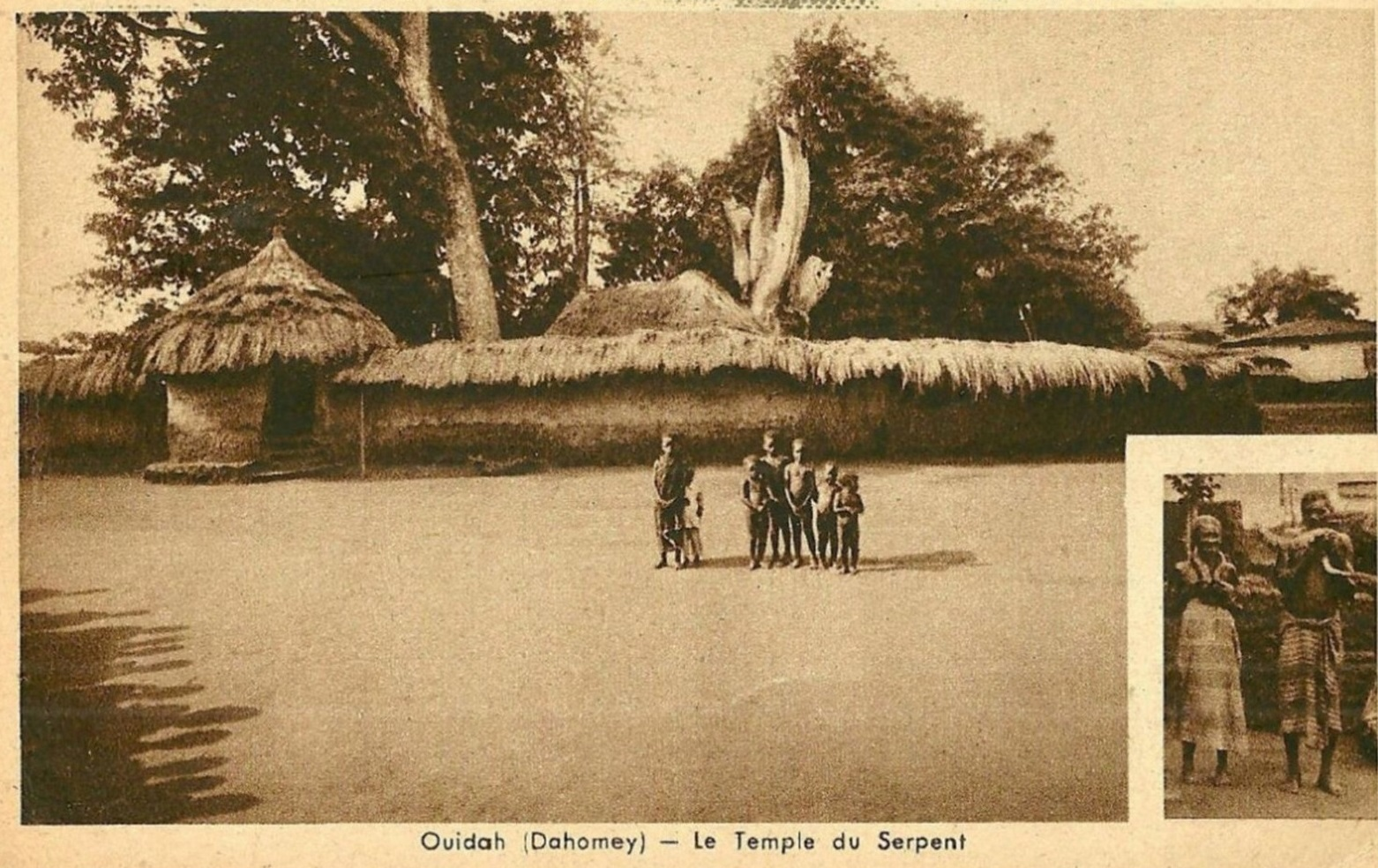
Hadí chrám v Ouidě kolem roku 1900

(1. obraz – Nádvoří Hadího chrámu) Mladík Selico, syn chudé vdovy dariny, a Berissa, dcera juidského velekněze Parulham se těší na svou nastávající svatbu (duet Holdes Mädchen! welch Entzücken!). Vzpomínají na své první setkání. Farulho přichází a nabádá Selica, aby se vrátil přes les ke své matce, než se setmí. Dceři pak udílí ponaučení o tom, co se od ženy v manželství čeká (árie Höre, Mädchen, meine Lehren).
Přibíhá strážce chrámu Sestero se zprávou, že se blíží mocné vojsko dahomejského krále Trura Audatiho. Juidské síly mu nejsou schopny odolat a král Haffon je na útěku. Berissa si zoufá, zatímco Farulho a Selico se snaží o hrdinský optimismus (tercet Ach Vater! ach vergebens ... Wir flehen, gute Götter). Selico se chystá do boje a Barissa mu slibuje věrnost až do smrti, i kdyby padla do zajetí uchvatiteli (árie Bey allen Mächten dieser Erde).
Sestero oba muže zpravuje, že dahomejské vojsko bez překážek postupuje a veškerý odpor je marný. Velekněz chce zůstat, chránit chrám před znesvěcením a dceru bezpečně ukrýt; Selicovi nařizuje, aby se postaral o svou matku a sourozence. Selico by raději zůstal na obranu své snoubenky, ale po dlouhém váhání (árie Ach, wie ist die ferne Höhle) se příkazu podrobuje.

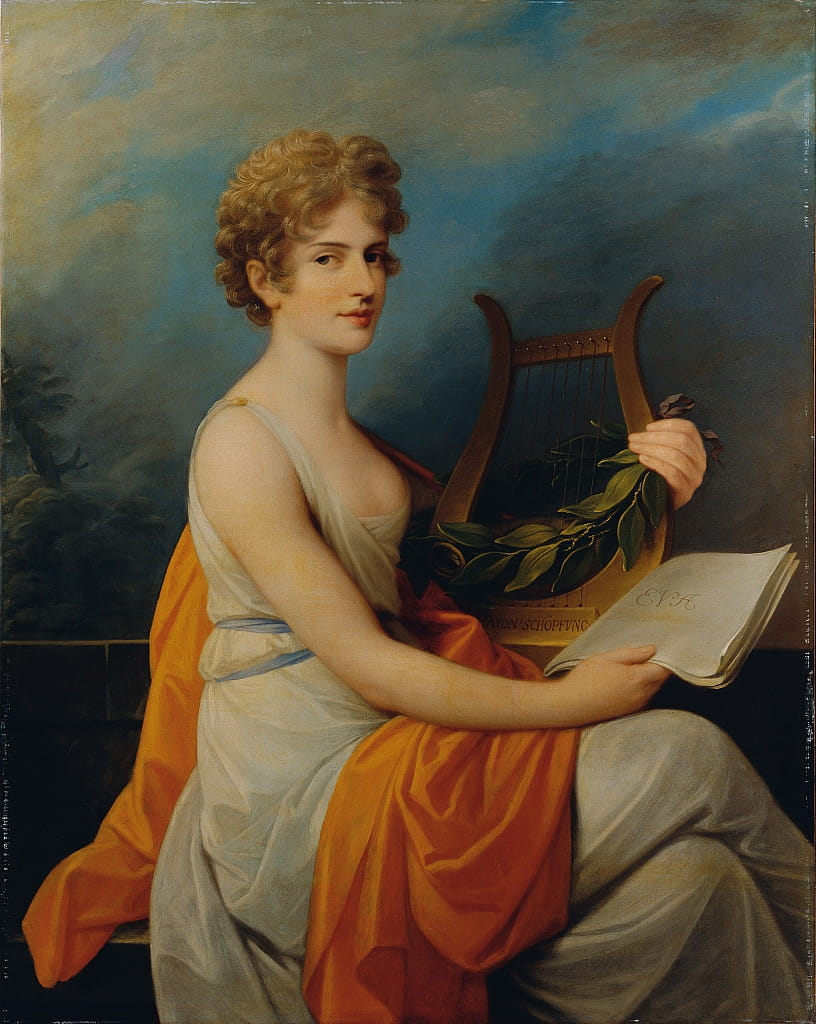
Therese Saalová, první představitelka Berissy (zde jako Eva v Haydnově Stvoření světa), portrét od Heinricha Friedricha Fügera z roku 1802.

(2. obraz – Ležení Trura Audatiho) Dahomejci oslavují vítězství (sbor Wohlan! es ist gelungen). V honosném průvodu přichází král Truro Audati a děkuje všem za projevené hrdinctví – zbývá už jen dobýt a zničit město Sabi (pochod a árie Dank Eurem Heldenmuthe). Vojáci volají do boje (sbor Drum auf, nur muthig zum Streite). Jen králův oblíbenec Stephan se svou nejnovější milenkou Levinou a v doprovodu několika stráží se vydávají do blízkého lesa na procházku.
(3. obraz – Mýtina v lese s Darininou chýší) Darinina dcera a Selicova sestra Gouberi zdobí chatu květy k zítřejší bratrově svatbě. Matka jí vypráví to, co bylo dosud tajemstvím: před dvaceti lety odmítla sňatek s králem a uprchla do lesa se svám milým. Žila s ním ve štěstí a měla tři děti, ale po pěti letech muž i jejich sluha jednoho dne odešli z domu a už se nevrátili. Od té doby Darina žehrá na svůj osud (árie In meinem frühen Jugend schon).
Darinin druhorozený syn Telone je informuje, že dahomejské vojsko obklíčilo les, a všichni se bojí, zda se něco nestalo Selicovi. Tu je slyšet zpovzdálí jakýsi lomoz a brzy přichází Selico. Chlubí se, že zachránil život jakémusi cizinci, kterého v lese přepadl netvor (ansámbl Hülfe! Hülfe! Erbarmen!). Přináší však špatné zprávy a radí zachránit se před nepřítelem útěkem do pouště. Darinina rodina sbírá na cestu to nejnutnější a Gouberi se loučí s domovem (árie Ich soll von dieser Gegend (1. obraz – Poušť s jeskyní)
scheiden).
Jen co odejdou, objeví se Stephan a Levine. Hledají svého zachránce, ale když ho nenacházejí, dávají se do pře o přednostech a nectnostech obou pohlaví (duet Ihr Männer spielet stets die Schlauen).
(4. obraz – Chrám Velkého hada) Farulho zná tajnou chodbu z chrámu do bezpečného lesního úkrytu, ale chce zůstat na místě. Nepřátelé se již blíží a Berissa se zdráhá opustit otce a zachránit se se sesterem (tercet Ohne Dich entfliehen – ich?), ale na poslední chvíli uposlechne. Vzápětí v honosném průvodu přichází král Truro Audati. Chce chrám zbořit a Farulho protestuje. Král si z veleknězových kleteb nic nedělá, ví však, že Farulho má sličnou dceru, a zuří, že mu unikla. Dává Farulha uvěznit a všechny vojáky rozesílá hledat Berissu (pochod a finále Auf! jauchzet Ihr Brüder ...  Groß ist der Fürsten Macht auf Erde).

### 2. dějství

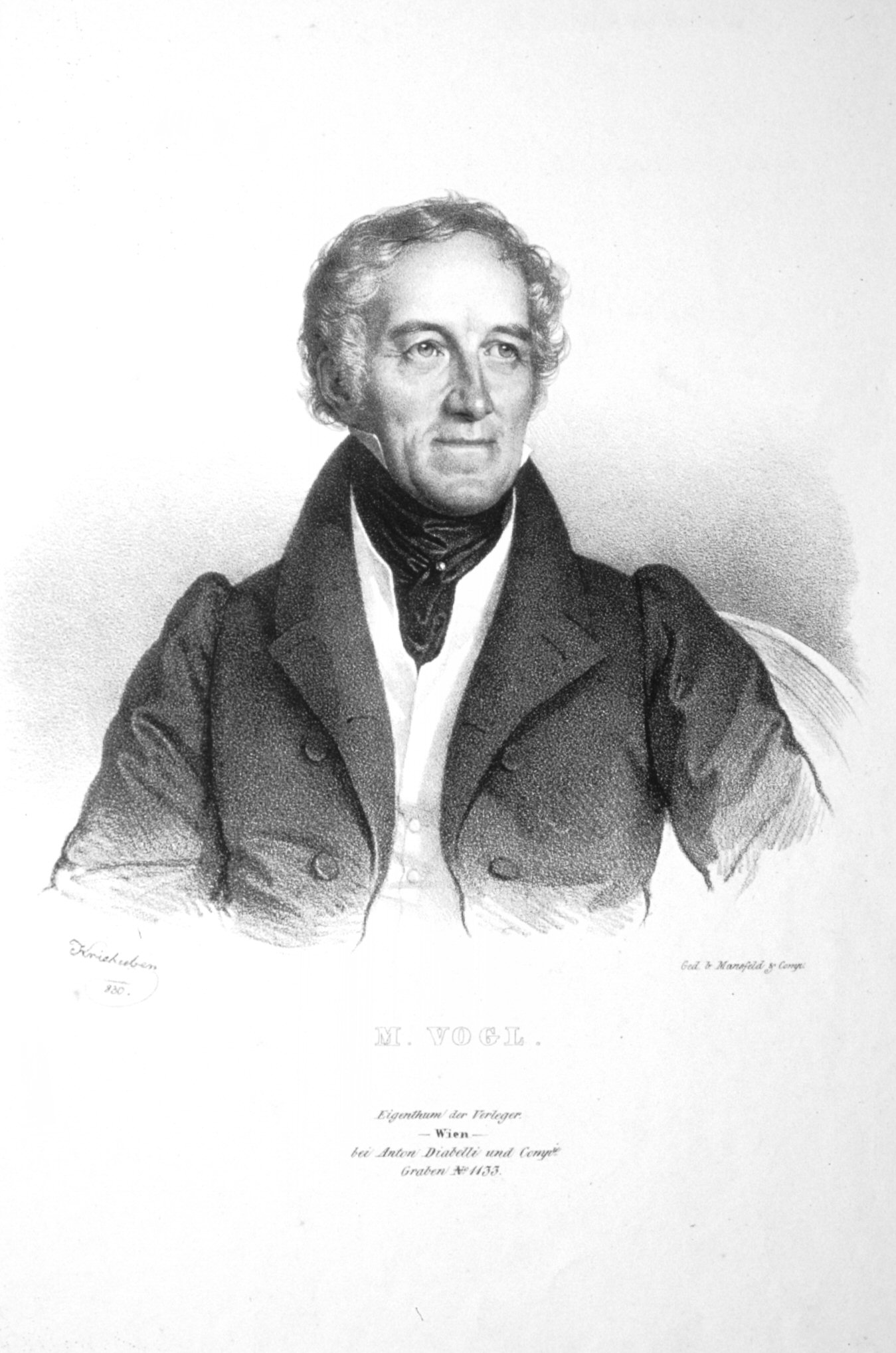
Pěvec Joseph Michael Vogl, první představitel dahomejského krále Trura Audatiho v opeře Selico, rytina Josefa Kriehubera z roku 1830

(1. obraz – Poušť s jeskyní) Selico s matkou a sourozenci se zachránili na poušti, avšak trpí hladem a žízní, nejvíce pak matka Darina. Gouberi nad ní běduje (árie Duldend will ich hier mein Leben enden). Selico se pokoušel sehnat něco ve městě, ale to je jen plné mrtvol, zkázy a bídy. Proto jde hledat nějakou potravu soutěskou do dalekého lesa.
(2. obraz – Hustá divočina) V lesní houštině se ukrývá Berissa; otec za ní proti slibu nepřišel a ona na sebe volá smrt (árie Welch eine grauenvolle Nacht). Objeví se tu Selico a Berissa se raduje ze shledání. V tom okamžiku je však oba obstoupí a zajme oddíl králových vojáků vedený Zulimou. S nimi je i Stephen, který v Selicovi poznává svého zachránce před divou zvěří a vymůže jeho propuštění. Selico se však prořekne, že dívka stojící před ním je všemi hledaná Berissa, a tu již Stephen osvobodit nemůže. Když se navíc Berissa dozví, že jejímu otci hrozí poprava, pokud ji nepřivedou, odchází s vojáky dobrovolně – po srdceryvném rozloučení se selicem (duet Lebe wohl, wie müssen scheiden).
(3. obraz – Králova ložnice) Truro Audati zuří, že jemu, slavnému vojevůdci, odpírá starý kněz svou dceru (árie Wenn der Trompetenton erschallet). Zulimo mu ohlašuje Berissino dopadení. Rozradostněnému králi předvádějí stráže Berissu. Ta krále nadchne, i muži z jeho doprovodu ji obdivují, zato ženy – například králova dosavadní favoritka Komba – jí závidějí. Berissa však Trura Audatiho rázně odmítá a ten ji rozlíceně posílá na smrt. Pak přivedou Berissina otce a oba odsouzenci si padnou do náruče (ansámbl Mädchen, sage, warum entflohest Du von hier? ... So sanft, so gütig ... Mein Vater hier!). Farulho je podle slibu propuštěn a Berisse dává Truro Audati posledních dvanáct hodin na rozmyšlenou.
(4. obraz – Poušť) Mezitím Darina v poušti stále mře hlady a její děti se snaží najít východisko. Chystá se prý velký trh, na němž mají být váleční zajatci prodáni Evropanům do otroctví. V mírně zfalšovaném losování je Selico vybrán jako ten, kdo kdo bude vydražen (tercet Lebe wohl, bis wir in bessern Welten).

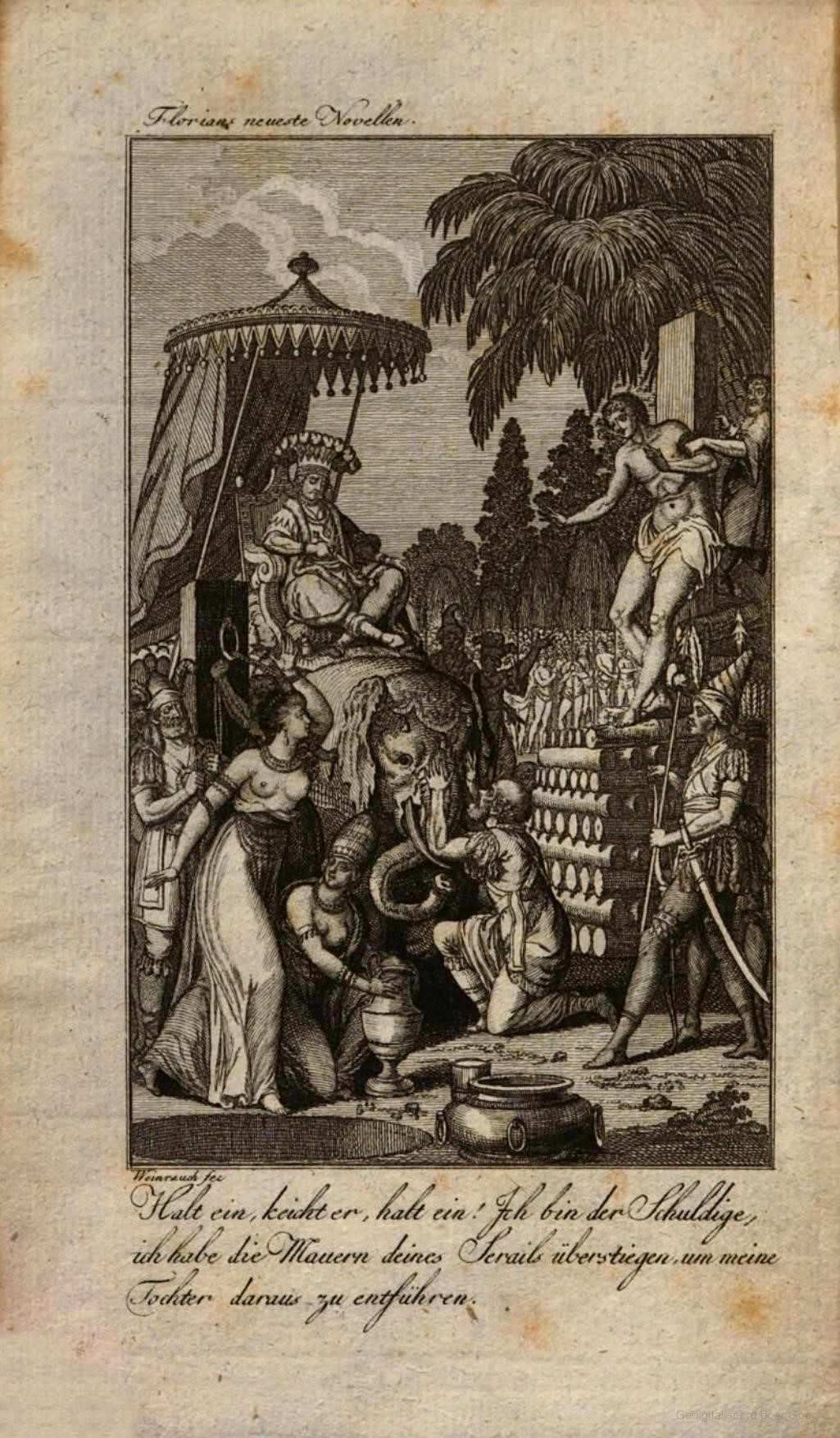
Závěrečná scéna ze Selica – Berissin otec Farulho se přiznává hráli Trurovi Audatimu, že to on vnikl do harému pro svou dceru, aby zachránil Selica před smrtí na hranici. Rytina z roku 1796

(5. obraz – Otevřená krajina) Muž jménem Willson se vrací do zpustošené vlasti po patnácti letech. Potkává se se Selicou, kterého vede Telone na otročí trh, a Willson ho slibuje koupit. Hledá Darinu, ale mladíci mu její pobyt neprozradí, protože se domnívají, že může být králův zvěd.
(6. obraz – Velké náměstí pobořeného města) Stephen se dozvídá od Levine, proč je v paláci takový shon a král je rozlícen. Prý se do ženského křídla vloupal jakýsi muž a pokoušel se odvést Berissu, ale neuspěl a podařilo se mu uprchnout. To zavdá Levine záminku k protimužské tirádě (árie Ihr seyd mir die Rechten).
Selico a Telone přicházejí. Hlasatel vyhlašuje, že ten, kdo přivede pachatele nezdařeného únosu, bude bohatě odměněn (a pachatel bude popraven). Protože slibovaná odměna je mnohem vyšší než cena otroka, rozhodnou se bratři Selica vydávat za pachatele a Telone si nechá vyplatit zlato.
(7. obraz – Síň v královském paláci) Truro Audati se ani po odkladu nedočkal Berissiny přízně a chystá její popravu. Když mu je předveden Selico jako muž, který se pokoušel proniknout do harému, čeká ho stejný osud. Stephan lituje, že musí umřít jeho zachránce, zvláště když mu králova milostnice Komba prozrazuje, že Selico je určitě nevinen.
(8. obraz – Poušť) Willston v poušti narazí na Gouberi a dává občerstvení její matce, ba slibuje záchrani jejích bratrů. Přichází Farulho se Sesterem, vrací se rovněž Telone. Záhy se ukáže, že Willson je Darinin ztracený muž, který byl před lety prodán korzárům a nyní se vrátil z Evropy. Současně se dozvídá o osudu Selica a Berissy a běží, aby se je pokusil zachránit.
(9. obraz – Prostranství na mořském břehu s vystavěnou hranicí) Stráže před shromážděným lidem předvádějí Selica a Berissu na popravu. Berissa je překvapena, když Selica vidí, a snaží se ho zachránit vysvětlováním, že je nevinen. Nechce však prozradit svého otce, a proto jí Truro Audati nevěří. Avšak Farulho přichází a přísahá, že provinilcem byl on. Na naléhání lidu se v králi pohne svědomí a udělí Selicovi i Berisse milost. Všichni provolávají slávu králi i věrné lásce (finále Ihr Götter, was seh' ich? ... Großer König! Gegenliebe ... Ach haltet ein! ... Schuldlos, König, sind wir Alle ... Heil Dir, o König!).